# Koichi Kidera
Koichi Kidera (født 4. april 1972) er en tidligere japansk fodboldspiller.
Han har spillet for flere forskellige klubber i sin karriere, herunder Albirex Niigata og Sanfrecce Hiroshima.